# George William Brown
Pour les articles homonymes, voir Brown et George William Brown (homonymie).
George William Brown, personnalité politique canadienne, fut Lieutenant-gouverneur de la province de la Saskatchewan de 1910 à 1915.